# الصفاء (بعدان)

تعديل مصدري - تعديل

الصفاء محلة تابعة لقرية بيت الحجري، التابعة لعزلة الحرث بمديرية بعدان إحدى مديريات محافظة إب في الجمهورية اليمنية، بلغ تعداد سكانها 22 حسب تعداد اليمن لعام 2004.